# Gulmargia angustisquama
Gulmargia angustisquama är en tvåvingeart som beskrevs av Knut Rognes 1993. Gulmargia angustisquama ingår i släktet Gulmargia och familjen spyflugor.
Artens utbredningsområde är Uttar Pradesh (Indien). Inga underarter finns listade i Catalogue of Life.